# Standard & Poor's
Pour les articles homonymes, voir Poor.
 (juin 2011).
Si vous disposez d'ouvrages ou d'articles de référence ou si vous connaissez des sites web de qualité traitant du thème abordé ici, merci de compléter l'article en donnant les références utiles à sa vérifiabilité et en les liant à la section « Notes et références ».
Standard & Poor's (S&P) est une filiale de McGraw-Hill qui publie des analyses financières sur des actions et des obligations. C'est une des trois principales sociétés de notation financière, avec Moody's et Fitch Ratings.
Elle est connue sur le marché américain pour son indice boursier S&P 500, pour son pendant australien, le S&P 200, ainsi que pour l'équivalent canadien, le S&P TSX.

## Histoire
Ses origines remontent aux activités de son fondateur Henry Poor en 1860[réf. nécessaire].
Début 2011, sur fond de tensions entre les républicains et les démocrates, et dans l'incapacité de sortir d'un blocage financier, l'agence de notation a émis l'hypothèse d'un abaissement de la notation des États-Unis qui possèdent des dettes publiques d'environ 98 % de leur PIB (avril 2011), ce qui en fait un des pays les plus endettés au monde[réf. nécessaire].
Le 5 août 2011, l'agence de notation abaissait la note attribuée à la dette publique à long terme des États-Unis de « AAA », la note maximale, au niveau immédiatement inférieur (« AA+ »), ce qui n’était pas arrivé à ce pays depuis 1917. Elle qualifiait de « négative » sa perspective à long terme, avec la possibilité d’une nouvelle baisse de la notation dans les deux ans à venir et justifiait sa décision, entre autres critères, par les « risques politiques » de voir le pays prendre des mesures insuffisantes contre son déficit public. La note de la dette à court terme attribuée par Standard & Poor's restait cependant inchangée à « A-1+ ». Parmi les éléments économiques à l'appui de cette dépréciation figurait initialement une projection de dette de deux mille milliards de dollars qui avait été comptabilisée deux fois par erreur. Malgré la reconnaissance implicite de cette erreur, Standard & Poor’s maintenait et justifiait la dégradation de la dette à long terme. L'incident jetait un doute grave sur la crédibilité et le sérieux des agences de notation financière en général et de S & P en particulier, qui pourrait faire l'objet d'une enquête de la Securities and Exchange Commission (SEC). Ce manque de rigueur s'illustrera à nouveau le 10 novembre 2011, date à laquelle la société annonce par erreur à certains de ses abonnés que la « note » de la France a été dégradée alors qu'il n'en est rien, avec comme conséquence un suivi plus poussé de l'entreprise par l'Autorité européenne des marchés financiers. Mais dans ce cas-ci elle déclara ne pas avoir l'intention de toucher à la note de la France.
Le 13 janvier 2012 elle finit par baisser la note de la France de AAA à AA+ et à 13 autres pays de l'Union européenne. Seuls 14 pays au monde conservent la note maximale de AAA, dont 7 font partie de l'Union Européenne (l'Allemagne, la Finlande, la Suède, le Luxembourg, le Royaume-Uni, le Danemark et les Pays-Bas).
Standard & Poor's est l'objet depuis août 2011 d'une enquête de la SEC,, l'agence fédérale américaine chargée de surveiller les marchés financiers, concernant sa notation d'une émission de titres structurés en 2007 (CDO) juste avant l'effondrement du marché immobilier, correspondant au début de la crise dite des subprimes, à l'origine de la crise financière de 2007 à 2011. 
En novembre 2012, Standard & Poor's a été condamné par la justice australienne pour avoir effectué des notations trompeuses en notant AAA des produits financiers qui étaient en fait toxiques,
En février 2013, le département de la Justice (DOJ, ministère de la Justice des États-Unis), l'attaque pour avoir gonflé le taux des bons hypothécaires afin d'augmenter les intérêts des actionnaires, et veut le condamner à une amende de 5 milliards de dollars. Un accord à l'amiable lui permet de ne payer qu'un milliard de dollars.
En janvier 2015, S&P signe un accord avec SEC, qui inclut une amende 77 millions de dollars et l'interdiction de noter des titres de biens immobiliers aux États-Unis pendant 1 an.
En août 2015, Standard and Poor's, lance un indice S&P 500 des « valeurs catholiques » à destination des investisseurs croyants. Toutes les entreprises ne répondant pas aux critères moraux de l'Église ne sont pas notées par cet indice.
En 2021, Standard and Poor's, Refinitiv et Moody's créent un conseil commun pour harmoniser les données financières en lien avec les critères environnementaux, sociaux et de gouvernance (ESG) au sein de la Future of Sustainable Data Alliance.

## Publications
Standard & Poor's publie 48 fois par an une lettre d'information hebdomadaire d'analyse du marché boursier. Intitulée The Outlook, littéralement « Perspectives », elle est disponible aux abonnés en édition imprimée et électronique.

## Grille de notations
| Signification de la note                         | Moody’s    | Moody’s             | Standard & Poor’s | Standard & Poor’s | Fitch Ratings | Fitch Ratings |
| Signification de la note                         | Long terme | Court terme         | Long terme        | Court terme       | Long terme    | Court terme   |
| ------------------------------------------------ | ---------- | ------------------- | ----------------- | ----------------- | ------------- | ------------- |
| Prime Première qualité                           | Aaa        | P-1 Prime -1        | AAA               | A-1+              | AAA           | F1+           |
| High grade Haute qualité                         | Aa1        | P-1 Prime -1        | AA+               | A-1+              | AA+           | F1+           |
| High grade Haute qualité                         | Aa2        | P-1 Prime -1        | AA                | A-1+              | AA            | F1+           |
| High grade Haute qualité                         | Aa3        | P-1 Prime -1        | AA−               | A-1+              | AA−           | F1+           |
| Upper medium grade Qualité moyenne supérieure    | A1         | P-1 Prime -1        | A+                | A-1               | A+            | F1            |
| Upper medium grade Qualité moyenne supérieure    | A2         | P-1 Prime -1        | A                 | A-1               | A             | F1            |
| Upper medium grade Qualité moyenne supérieure    | A3         | P-2                 | A−                | A-2               | A−            | F2            |
| Lower medium grade Qualité moyenne inférieure    | Baa1       | P-2                 | BBB+              | A-2               | BBB+          | F2            |
| Lower medium grade Qualité moyenne inférieure    | Baa2       | P-3                 | BBB               | A-3               | BBB           | F3            |
| Lower medium grade Qualité moyenne inférieure    | Baa3       | P-3                 | BBB−              | A-3               | BBB−          | F3            |
| Non-investment grade, speculative Spéculatif     | Ba1        | Not prime Non prime | BB+               | B                 | BB+           | B             |
| Non-investment grade, speculative Spéculatif     | Ba2        | Not prime Non prime | BB                | B                 | BB            | B             |
| Non-investment grade, speculative Spéculatif     | Ba3        | Not prime Non prime | BB−               | B                 | BB−           | B             |
| Highly speculative Très spéculatif               | B1         | Not prime Non prime | B+                | B                 | B+            | B             |
| Highly speculative Très spéculatif               | B2         | Not prime Non prime | B                 | B                 | B             | B             |
| Highly speculative Très spéculatif               | B3         | Not prime Non prime | B−                | B                 | B−            | B             |
| Risque élevé                                     | Caa1       | Not prime Non prime | CCC+              | C                 | CCC           | C             |
| Ultra spéculatif                                 | Caa2       | Not prime Non prime | CCC               | C                 | CCC           | C             |
| En défaut, avec quelques espoirs de recouvrement | Caa3       | Not prime Non prime | CCC−              | C                 | CCC           | C             |
| En défaut, avec quelques espoirs de recouvrement | Ca         | Not prime Non prime | CC                | C                 | CC            | C             |
| En défaut, avec quelques espoirs de recouvrement | C          | Not prime Non prime | C/CI/R            | C                 | C             | C             |
| En défaut sélectif                               | C          | Not prime Non prime | SD                | D                 | RD            | D             |
| En défaut                                        | C          | Not prime Non prime | D                 | D                 | D             | D             |